# Schlacht von Koroneia (394 v. Chr.)
Die Schlacht von Koroneia fand im Jahre 394 v. Chr. im Rahmen des Korinthischen Krieges statt. Es standen sich dabei Sparta auf der einen und Theben und dessen Verbündete auf der anderen Seite gegenüber. Hauptquellen sind Xenophon und Diodor.

## Vorgeschichte
Durch ihr imperiale Vorgehen nach dem Sieg über Athen 404 v. Chr. hatten sich die Spartaner vieler Verbündeter entfremdet, die sich um die Früchte des Sieges beraubt sahen. Insbesondere Korinth und Theben distanzierten sich zunehmend von Sparta. Als die Spartaner im Sommer 396 in Kleinasien die Städte Ioniens von Persien – ihrem besten Verbündeten im Peloponnesischen Krieg – befreien wollten, nutzen Theben, Korinth, Argos und Athen die Gelegenheit, um die Allianz mit Sparta aufzukündigen und ihrerseits einen Krieg gegen Sparta zu beginnen. Der Perserkönig unterstützte diese Koalition mit Gold und einer neuen Flotte. Die Spartaner sahen sich deshalb gezwungen, den Feldzug in Kleinasien gegen Persien abzubrechen und beordeten den Spartanerkönig Agesilaos II. zurück.
Der mächtigste Gegner in der Koalition war für Sparta die Stadt Theben, weshalb sie durch einen Einmarsch in Böotien die Initiative an sich zu reißen suchten. Jedoch erlitten die Spartaner eine Niederlage in der Schlacht von Haliartos. Beide Seiten suchten deshalb für den Sommer 394 v. Chr. die Entscheidung: Die Mitgliedsstaaten der Koalition wollten mit einem großen Heer auf der Peloponnes in das Kernland Spartas, die Landschaft Lakonien vorstoßen. Die Spartaner hingegen wollten diesen Vorstoß möglichst nahe bei Korinth stoppen und mit den Truppen König Agesilaos in Mittelgriechenland eine zweite Front gegen Theben eröffnen, während die spartanische Flotte auf Rhodos ein Eindringen der von Zypern heransegelnden persischen Flotte in die Ägäis verhindern sollte.
Tatsächlich gelang den Spartanern durch den Sieg in der Schlacht von Nemea den Vormarsch der Koalition aufzuhalten. Agesilaos war inzwischen über den Hellespont durch Makedonien und Thessalien in Böotien eingetroffen, als eine Sonnenfinsternis eintrat, wodurch das genaue Datum heute auf den 14. August 394 v. Chr. datiert werden kann. Zum selben Zeitpunkt erfuhr er von der vollständigen Niederlage der spartanischen Flotte unter dem Feldherrn Peisandros in der Schlacht von Knidos. Diese Nachricht verheimlichte er aber, um seine Truppen – und vor allem die ionischen Truppenkontingente – nicht zu verunsichern. Die Truppen der Allianz waren auf die Nachricht vom Anmarsch des Agesilaos den Thebanern zur Hilfe geeilt und bezogen am Helikon Position, um den Weitermarsch der Spartaner auf Theben zu verhindern. In der Ebene von Koroneia kam es somit zur zweiten – und letzten – großen Schlacht zwischen den Peloponnesiern und den Alliierten im Korinthischen Krieg.

## Truppenstärke und Aufstellung
Die Spartaner und ihre Verbündeten waren ca. 15.000 Hopliten stark. Neben den Spartanern selber kamen Kontingente aus Ionien, der Aiolis, dem Hellespont, sowie Kämpfer aus Orchomenos und Phokis. Dem stand eine Koalition aus Theben, Athen, Argos, Korinth, den westlichen und östlichen Lokrern und der Bewohner Euböas gegenüber, die 20.000 Hopliten aufbringen konnte. Beide Seiten hatten eine in etwa gleich starke Kavallerie, doch verfügten die Spartaner über mehr Peltasten. Diese Truppen waren hauptsächlich Söldner aus Ionien und wie die Spartaner Berufssoldaten, weshalb ihre Kampfkraft die numerische Unterlegenheit ausglich.
Die Kampfaufstellung sah so aus, dass auf spartanischer Seite Agesilaos den rechten Flügel kommandierte, während sich daran links zunächst die kleinasiatischen Griechen, dann die Phoker und schließlich am linken Flügel die Orchomener anschlossen. Den Orchomenern standen dabei die Thebaner gegenüber, den Spartanern die Argeier. Wie üblich, besetzten die jeweils stärksten Kontingente den rechten Flügel – die Spartaner bei den Peloponnesiern, die Thebaner bei der Koalition.

## Schlachtverlauf
Als sich beide Heere bis auf 200 Meter genähert hatten, stürmten die Thebaner auf ihrem Flügel und schlugen die Orchomener in die Flucht. In der Mitte stürmten die asiatischen Peltasten der Peloponnesier vor und nach Xenophon flohen die Truppen der Koalition, als die Plänkler auf Wurfspeerweite herangekommen waren. Wahrscheinlicher ist, dass diese Berufssoldaten mit ihren Speerwürfen Lücken und Unordnung in den Hoplitenreihen der Athener und Korinther verursachten und diese noch vor dem Treffen mit den eigentlichen Hoplitenreihen der Peloponnesier die Schlacht verloren gaben und flohen. Somit war eine Entscheidung auf dem thebanischen Flügel und in der Mitte gefallen, bevor die Spartaner mit den Argiern zusammentrafen. Anders als ihre stürmischen Truppen im Zentrum schritten die Spartaner für gewöhnlich in fester Ordnung auf den Feind zu, weshalb sich der Zusammenprall hier verzögerte. Den Argiern auf dem linken Flügel der Koalition war die Aufgabe zugefallen, die Spartaner so lange aufzuhalten, bis der rechte Flügel und die Mitte den Sieg errungen hätten. Als die Argier jedoch die Mitte weichen sahen, boten sie sich schon nicht mehr zum Kampf auf und flohen mit den anderen zurück zum Helikon.
Nach der ersten Phase der Schlacht stand also ein Sieg der Peloponnesier fest, wobei beide Seiten kaum Soldaten verloren hatten. Die zweite Phase entwickelte sich jedoch ganz anders, so dass „der Kampf so hart wurde wie in keiner anderen Schlacht unserer Zeit“ (Xenophon):
Als nämlich die Peloponnesier merkten, dass die Thebaner die Orchomener zerschlagen hatten und sich nun auf den Tross stürzten, formierten Agesilaos sein Heer neu und wandte sich in Schlachtreihe gegen die Thebaner, die nun von ihren fliehenden Verbündeten durch die feindlichen Truppen getrennt waren. Die Neugruppierung der Peloponnesier erlaubte den Thebanern sich selber zu „einer tiefen Kolonne“ zu gruppieren, um den Durchbruch durch die feindlichen Reihen zu wagen. Ein langer Kampf entbrannt, denn als schließlich einem Teil der Thebaner der Durchbruch gelang, brach schon der Abend herein. Von den übrigen Thebanern konnten sich 80 Soldaten in einen nahen Tempel retten, der Rest blieb auf dem Schlachtfeld. Auch die Peloponnesier hatten schwere Verluste zu beklagen, König Agesilaos selber war schwer verletzt. Den im Tempel eingeschlossenen Thebanern gestattete er den ehrenhaften Rückzug. Nach dem Bericht des Diodor kamen bei Koroneia 600 von den Thebanern und ihren Verbündeten sowie 350 von den Spartanern und deren Verbündeten ums Leben.

## Folgen der Schlacht
Auch wenn die Peloponnesier die Schlacht gewannen, war das strategische Ziel – die Vernichtung der gegnerischen Koalition – nicht erreicht. Die Truppen der Athener, Korinther, Lokrer und Euböer hatten nur geringe Verluste zu erleiden, die Argeier überhaupt keine. Die Hauptlast der Niederlage trugen die Thebaner. Durch den bitter erkämpften Sieg waren die Peloponnesier jedoch zu erschöpft, um ihre Position in Böotien zu halten, geschweige denn weiter auf Theben vorzurücken. Nach einigen Raubzügen durch Lokris, die mit weiteren Verlusten verbunden waren, evakuierte Agesilaos seine Truppen in Böotien über den Golf von Korinth auf die Peloponnes. Wegen des Verlusts der Seeherrschaft über die Ägäis ging Ionien zudem an die Perser verloren. Die weiteren Kämpfe konzentrierten sich in den nächsten Jahren auf die Umgebung von Korinth.